# Сулковский, Август Казимир
Князь Август Казимир Сулковский (пол. August Kazimierz Sułkowski, 15 ноября 1729 — 7 января 1786) — государственный и военный деятель Речи Посполитой, 2-й князь Бельско-Бялы (1762—1786), 1-й ординат Рыдзынский (1762—1786), первый воевода гнезненский (1768—1775), воевода калишский (1775—1778) и познанский (1778—1786), дивизионный генерал польской армии, офицер и камергер австрийского двора.

## Биография
Старший сын польского аристократа Александра Юзефа Сулковского (1695—1762), первого князя на Бельско-Бяле (1752—1762), и Марии Франциски фон Штейн. Брат Антония Сулковского (1735—1796).
В 1754 году Август Казимир Сулковский был избран послом на сейм от Велюнской земли. Участвовал в Семилетней войне против Пруссии (1756—1763). В мае 1762 года после смерти своего отца Александра Юзефа Сулковского унаследовал княжество Бельско-Бяла в Силезии и Рыдзынскую ординацию.
В 1764 году князь Август Казимир Сулковский участвовал в избрания на польский престол Станислава Августа Понятовского. В том же 1764 году получил должность писаря великого коронного.
В 1765—1768 годах в чине генерала был вице-комендантом Варшавской рыцарской школы (кадетского корпуса).
Его почётные титулы: камергер Августа III, гранд Испании, пэр Англии, приор Мальтийского ордена в Польше. 
В 1766 году был вторично избран послом на сейм от Плоцкого воеводства. Член сеймовой комиссии по образованию, созданной в 1773 году.
В 1768 году князь Август Казимир Сулковский был назначен первым воеводой Гнезненским.
На сейме 1773—1775 года Август Казимир Сулковский вошел в состав сеймовой делегации, вынужденной под давлением дипломатов России, Австрии и Пруссии согласиться на Первый раздел Речи Посполитой.
С 1775 года Август Казимир Сулковский получал ежегодную пенсию от российского посла.
В 1775 - Калишский воевода.
В 1775—1776 годах — маршалок Постоянного Совета. 
В 1778 - Познанский воевода.
В 1782 году получил чин генерал-лейтенанта польской армии. 
В 1784 году основал в Рыдзыне военную школу.
В январе 1786 года 56-летний князь Август Казимир Сулковский скончался в Лешно, был похоронен в Рыдзыне.

## Награды
- Орден Святого Александра Невского (21.03.1757).
- Орден Святого Станислава (1765)
- Орден Святого апостола Андрея Первозванного
- Орден Белого Орла (23.12.1774).
- Орден Святого Губерта

## Семья
15 июня 1766 года князь Август Казимир Сулковский женился на Людвике Мнишек (1751—1799), дочери подкомория великого литовского Яна Кароля Мнишека (1716—1759) и Екатерины Замойской (ум. 1771), от брака с которой детей не имел.